# Earl Young
Earl Young (Earl Verdelle Young; * 14. Februar 1941 in San Fernando, Kalifornien) ist ein ehemaliger US-amerikanischer Leichtathlet und Olympiasieger.
1960 qualifizierte sich der 1,90 m große Young in 46,4 s im 400-Meter-Lauf hinter Jack Yerman für die Olympischen Spiele. Am 12. August 1960 beim Olympiatest in Walnut liefen Eddie Southern, Young, Otis Davis und Yerman in 3:05,6 min einen Weltrekord über 4-mal 440 Yards. 
Bei den Olympischen Spielen 1960 in Rom erreichte Earl Young das Finale über 400 Meter und wurde in 45,9 s Sechster. Die 4-mal-400-Meter-Staffel in der Besetzung Jack Yerman, Earl Young, Glenn Davis und Otis Davis gewann Gold vor der Staffel aus Deutschland. Beide Staffeln blieben über eine Sekunde unter dem alten Weltrekord. Der neue Weltrekord der US-Staffel von 3:02,2 min wurde vier Jahre später im Endlauf der Olympischen Spiele in Tokio unterboten.
Bei den Panamerikanischen Spielen 1963 in São Paulo gewann Young sowohl mit der 4-mal-100-Meter-Staffel als auch mit der 4-mal-400-Meter-Staffel Gold.